# Сражение при Джонс-Фарм
Сражение при Джонс-Фарм (англ. Battle of Jones's Farm) произошло 25 марта 1865 года, вскоре после сражения за форт Стедман, и представляло собой одно из сражений Осады Питерсберга. Когда нападение южан на форт Стедман закончилось неудачей, федеральное командование предположило, что противник усилил свой левый фланг за счёт правого, и приказал II корпусу и VI корпусу атаковать позиции противника. С часу дня и до вечера VI корпус трижды атаковал позиции южан, но добился незначительных успехов. Тем не менее, захваченная позиция помогла VI корпусу позднее, во время Третьего сражения при Питерсберге, прорвать позиции противника и захватить Питерсберг.

## Предыстория
Когда утром 25 марта 1865 года южане атаковали форт Стедман, генерал Горацио Райт, командир VI корпуса, отправил ему на помощь дивизию Фрэнка Уитона. Приказ пришёл в дивизию в 07:00, а уже в 09:00 дивизия пришла к форту Седжвик. К этому времени форт Стедман был уже отбит контратакой, но Уитону велели не уходить на всякий случай. Только в 11:00 дивизия получила приказ вернуться обратно.
Вскоре после того, как Райт отправил на правый фланг дивизию Уитона, он запросил штаб армии, не стоит ли ему атаковать позиции противника на своём фронте, поскольку противник явно сконцентрировал свои силы у форта Стедман. В то же время аналогичный запрос послал Хэмфрис, командир II корпуса. Так как генерал Мид в тот момент отсутствовал, то оба запроса получил его исполняющий обязанности, генерал Джон Парк, но он не решился дать своё согласие на такое наступление. Вскоре Джордж Мид снова принял командование армией, а в 08:30 Хэмфрис и Райт получили из штаба сообщение, что атака южан провалилась, и что Хэмфрису разрешается провести разведку боем и решить, стоит ли предпринимать полноценное наступление. В 09:15 Хэмфрис сообщил, что готов провести полноценную атаку. Генерал Райт, который после ухода Уитона оставался с двумя дивизиями, был настроен менее решительно, но в 09:00 он получил приказ Мида: атаковать пикетную линию противника и проверить, стоит ли атаковать основные укрепления. Для помощи Райту была послана дивизия Чарльза Гриффина.
Райт сообщил, что пикетная линия южан на его фронте не выглядит ослабленной, и уточнил, стоит ли атаковать при таких обстоятельствах. Мид подтвердил приказ, но это сообщение не дошло до Райта, который в 10:50 передал в штаб, что не дождался ответа на свой вопрос, но готов наступать. Однако, Райт ещё некоторое время подождал, не отменит ли Мид свой приказ, и только в 11:30 сообщил, что начинает наступление прямо сейчас. Пока Райт уточнял приказы, Хемфрис начал наступление и в 10:30 сообщил, что потеснил пикетную линию противника и приближается в основным укреплениям. К этому моменту уже три полных федеральных корпуса были готовы атаковать укрепления Питерсберга.

## Сражение
Несмотря на однозначные приказы, Райт всё ещё сомневался и тянул время. Только в 13:00 он начал атаку, но лишь очень небольшими силами. Он выбрал два полка из дивизии Сеймура: 10-й Вермонтский (230 человек) и 14-й Нью-Джерсийский (160 человек), и добавил к ним 110-й Огайский и 122-й Огайский полки, которые встали в 100 метрах позади. Подполковник Джордж Дэймон (командир 10-го) отдал приказ о начале атаки и, по его словам, 14-й и 10-й прорвались к пикетной линии противника, однако, другие участники утверждали, что наступающие прошли только половину пути до пикетной линии, после чего были остановлены плотным огнём. Бригадный генерал Уоррен Кейфер потом утверждал, что атака сорвалась потому, что само место было выбрано неудачно. Райт наблюдал за атакой из форта Фишер. Когда атакующие отступили, он велел Сеймуру повторить атаку, но Кейфер категорически отказался устраивать «бессмысленную резню».
Райт обсудил ситуацию с Кейфером и поручил ему лично организовать наступление. Первым делом Кейфер присоединил к наступающим полкам всю свою бригаду. Кроме этого, были задействованы 126-й Огайский, половина 6-го Мэрилендского полка и 67-й Пенсильванский полки. Всего Кейфер задействовал примерно 2500 человек. Но Райт решил усилить Кейфера, и велел генералу Гетти выделить для наступления вермонтскую бригаду Льюиса Гранта. Она встала перед фортом Фишер и немного левее. Третью бригаду своей дивизии (полковника Томаса Хайда) генерал Гетти развернул справа от форта Фишер, а первую бригаду (Джеймса Уорнера) левее. Предполагалось, что Кейфер и Грант пойдут в первой линии, а Хайд и Уорнер во второй. Расположение бригад говорит о неуверенности Райта: фактически только бригада Кейфера была нацелена на прорыв, а остальные три бригады лишь прикрывали её от возможной контратаки.

### Вторая атака Райта
Подготовка ко второй атаке заняла более часа и завершилась в 15:00. Был отдан сигнал к атаке, федеральная линия пошла вперёд, перешла траншеи своей пикетной линии и, быстро наступая под плотным обстрелом, ворвалась в траншеи пикетной линии южан. Рядовой 10-го Вермонтского потом утверждал, что лишь немногие южане смогли отступить к основной линии, остальные же сразу сложили оружие и сдались. 2-й Вермонтский полк стоял на правом фланге бригады, но сместился влево, прошёл по дороге Чёрч-Роуд, отбросил пикеты южан у дома Джонса и захватил сам дом. Уже в 15:10 Райт сообщил Хэмфрису, что успешно захватил пикетную линию и готов перейти к атаке основной линии. Но генерал Хайд в это время решил не тратить время на штурм пикетов, а захватить саму основную линию. Вместо того, чтобы стоять в резерве, он повёл свою бригаду, около 2000 человек, правее бригады Гранта, но вышел к запруженной реке, которая остановила его наступление. Заметив, что бригада Гранта не пошла дальше пикетной линии, и что у него открыт правый фланг, Хайд приказал отступить, и отошёл к позициям вермонтской бригады.

## Последствия

### Потери
Потери в боях у Джонс-Фарм были не так велики, как потери у форта Стедман, но для локального и малоизвестного сражения они были весьма высоки. В этом бою федеральная армия понесла потери более тяжелые, чем в известных сражениях при Уильсонс-Крик или при Нью-Маркете. Хэмфрис доложил, что его II корпус потерял 51 человека убитыми, 462 ранеными и 177 пропавшими без вести, всего 690 человек. Потери пришлись в основном на дивизию Майлза, ближайшую к позициям VI корпуса, и дивизию Мотта. В корпусе Райта основные потери пришлись на дивизию Гетти: 26 убитыми, 230 ранеными и 24 пропавшими без вести. Дивизия Сеймура потеряла 11 убитыми, 101 ранеными и 3 пропавшими без вести. Дивизия Уитона включилась в бой позже и потеряла всего 10 убитыми, 71 ранеными и 3 пропавшими без вести. Весь корпус Райта потерял 479 человек.
Потери южан подсчитать сложнее. Хэмфрис доложил о том, что захватил в плен 365 человек, и предположил, что убитых и раненых было втрое больше. Бригада Макрея в тот день потеряла 123 человека, из них 109 пленными и 14 ранеными. Райт захватил в плен 547 человек. Бригада Макгоуэна потеряла 49 человек, и бригада Лейна, вероятно, столько же. Всего перед фронтом VI корпуса южане потеряли примерно 850 человек. Потери южан на фронте II корпуса точно не известны, но так как южане на этом участке три раза ходили в атаку, то их потери явно были выше потерь II корпуса. Вероятно, в боях 25 марта на этом участке южане потеряли примерно 1700 человек.